# Оракул
Оракулът, при древните народи, е място, предмет или свещено същество, чрез което говори божество. Понякога се употребява и за самото пророчество. Етимологията на тази дума не е достатъчно изяснена – извежда се или от латинското oro – „говоря, моля се“, или от старогръцкото oραo – „виждам, видение“. Обикновено редом с оракулите присъстват техните прорицатели или тълкуватели – т.е. хора, които превеждат божествената воля на човешки език. Често тези хора също носят прозвището оракули и живеят при светилищата.
В древния свят оракулите играят съществена роля в религиозния, обществения и личния живот както в Средиземноморието, включително в Древен Египет, така и в Китай, Индия, Персия, където носят други наименования. В специализираната литература понятието се използва и по двата начина – и като тясно свързано с гръко-римската античност, и в по-широкото, обхващащо аналогиите в останалата част на света.

## В Древна Гърция
Работата на оракулите се отнася главно до предсказването на бъдещето. Поклонникът задава конкретен въпрос, на който получава отговор, понякога доста двусмислен, предаден от прорицателя и обяснен от тълкувателите. Въпроси задавали отделни хора или цели полиси. Светилища с оракули имало много, но не всички се ползвали с еднакво уважение и признание. Повечето са посещавани от местни хора, например в Патрас се допитвали за болести. Други оракули били по-известни и авторитетни: на Аполон в Делфи, Додона, на Амфиарай на границата между Атика и Беотия, на Трофоний в Лебадея в Беотия или светилището на Аполон близо до Милет – Дидимейон в Йония и др..

## В Древен Египет
В Древен Египет оракулите играят значителна роля, предимно в личния живот. Оракулът на Амон потвърждава възшествието на трона на някои фараони, а и самите владетели се допитват понякога до него по въпроси от политическо естество, но към оракулите се отнасят с по-голяма охота по маловажни въпроси. По този начин най-наивни въпроси зависят от божественото пророчество.
Гадателските техники са разнообразни. Когато се поставя въпрос на божеството, докато то шества в ладията си, то „принуждава“ носачите си да отстъпват назад или да избързват напред, за да обозначат неговите „да“ или „не“. Боговете-лечители изпращат на пациентите си сънища, в които им посочват лечението; за улеснение на бога, жреците пригаждат акустични тръби в статуите и им „дават назаем“ собствените си гласове при отговорите на зададените им от вярващите въпроси; те могат да се задават и писмено, чрез остракони, на които също се отговаря с да или не. И накрая пророчествата могат да бъдат предавани и от божествата, които в такъв случай обладават тялото на даден човек, който изпада в транс. От всички оракули най-известният през късната епоха е този на Амон в оазиса Сиуа, който е известен най-вече от гръцките автори и от посещенията там на Александър Велики.